# 버니큘라
《버니큘라》(Bunnicula)는 데보라 하우와 제임스 하우가 집필한 미국의 아동 도서 시리즈다. 채소즙을 빨아 먹는 흡혈귀 토끼인 버니큘라와 그의 친구들에게 일어나는 일을 그린다. 첫 번째 책은 1979년 4월 애테니엄 북스에서 출판되었고, 2006년을 마지막으로 일곱 번째가 출간되었다.

## 각색

### 연극
이 책을 기반으로 한 연극의 각본은 존 클레인이 쓰고 공연은 새크라멘토에 있는 비 스트리트 씨어터에서 이루어졌다. 또다른 연극의 각본은 찰스 버시가 쓰고 공연은 뉴욕에 있는 디알투 씨어터에서 이루어졌다.

### 텔레비전 애니메이션
동명의 텔레비전 애니메이션이 2016년 2월 6일부터 카툰 네트워크와 부메랑에서 방송되었다.